# Špela Perše
Špela Perše, slovenska plavalka, * 4. avgust 1996.
Peršetova je za Slovenijo nastopila na ženskem plavalnem maratonu na 10 kilometrov na Poletnih olimpijskih igrah 2016 v Rio de Janeiru, kjer je osvojila 16. mesto.

Na Poletnih olimpijskih igrah v Tokiu 2021 je na plavalnem maratonu na 10 kilometrov zasedla 24. mesto.